# Palatul Dávid Hübsch
Palatul Hübsch, cunoscut și sub numele de Casa Sigismund (Zsigmond) Berán, ori Casa Schlosser, este un monument arhitectonic situat la intersecția dintre Bulevardul 3 August 1919 și strada Dr. Gheorghe Marinescu.
Face parte din Situl urban „Fabric” (II), monument istoric cod LMI TM-II-s-B-06097.

## Istorie
Istoria imobilului începe în anul 1888, când terenul a fost achiziționat de către Waldmann Lipót de la Primăria Timișoarei. Ulterior, acesta a vândut proprietatea virilistului și comerciantului de cereale Zsigmond Berán. La 13 aprilie 1891, Berán obține autorizația pentru construirea unui palat de raport cu un etaj. Imobilul a fost finalizat în aproximativ 7 luni, iar autorizația de locuire a fost eliberată la 8 octombrie 1891.

### Hübsch Dávid și proprietatea sa
În anul 1900, palatul a fost achiziționat de către Hübsch Dávid și soția sa, contra sumei de 94.000 de coroane, marcând o nouă etapă în istoria clădirii. Hübsch Dávid, cunoscut ca fiind contractant de păduri, a fost unul dintre cei mai importanți proprietari și investitori din acea perioadă. Importanța sa se reflectă în arhitectura și detaliile clădirii.
Monograma "DH" (inițialele lui Hübsch Dávid) este gravată în balustrada balconului și atestă implicarea sa în dezvoltarea și îmbunătățirea proprietății. Autorizația pentru construirea balconului a fost acordată în luna mai 1902, conform mențiunilor din Monitorul Timișoarei. De asemenea, cataloagele de adrese din anii 1906 și 1910 confirmă proprietatea lui Hübsch Dávid asupra imobilului.

## Descriere

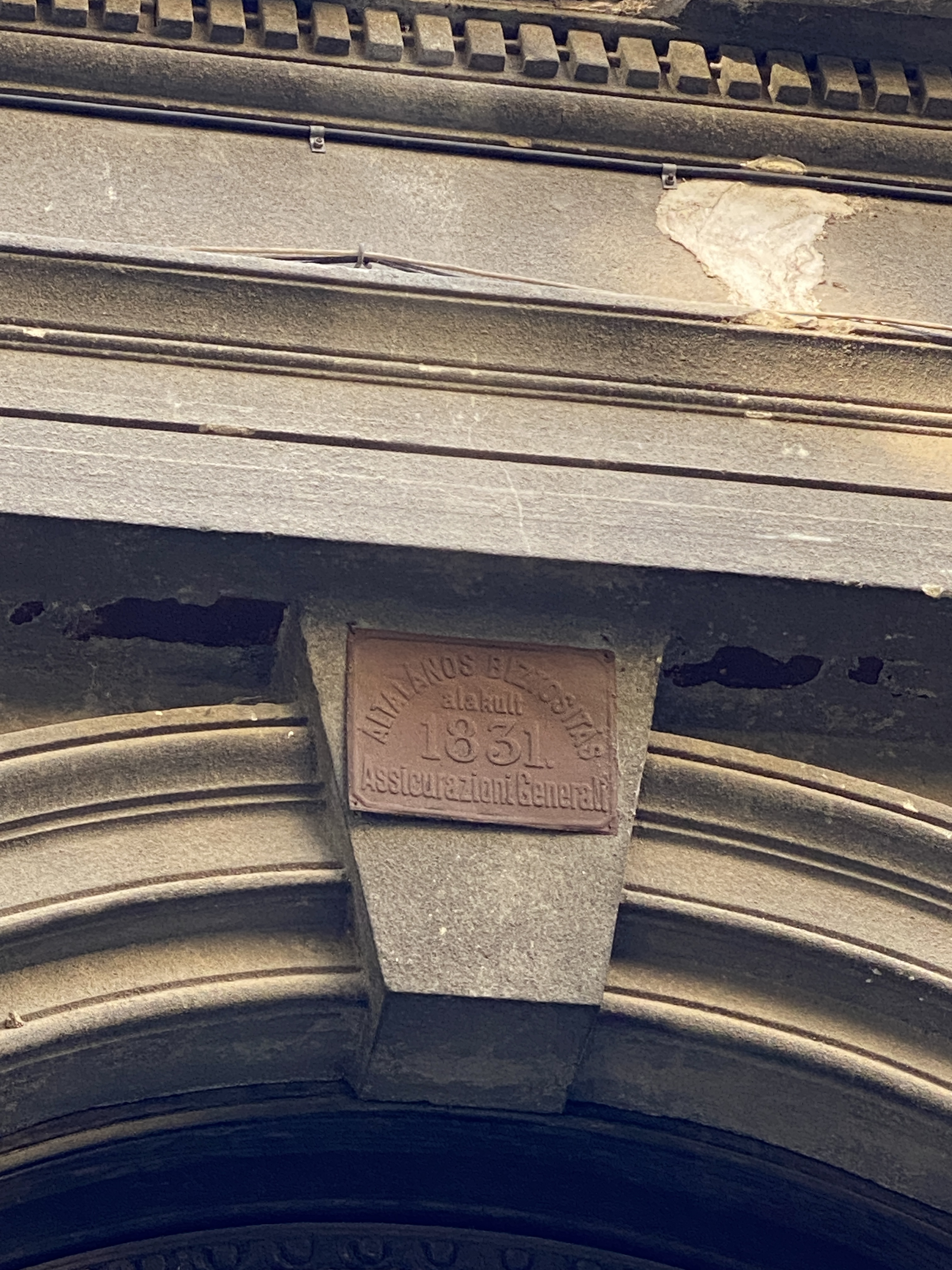
Plăcuța de asigurare

Palatul Hübsch îmbină elemente de stil eclectic istoricist.
Clădirea încă prezintă vechea plăcuță de asigurare din perioada austro-ungară, de la firma A Triesti Altalános Biztositó Társulat (Assicurazioni Generali).

### Arhitectură exterioară
Fațada principală se desfășoară pe frontul străzii, prezentând trei registre orizontale. Primul este reprezentat de un soclu cu bosaje și ferestre de aerisire ale demisolului. Al doilea, parterul, se remarcă prin ancadramentele stilizate ale ferestrelor și detaliile în relief în tencuială. Al treilea, etajul I, prezintă ferestre cu ancadramente mai elaborate și frontoane semicirculare încheiate cu mânere de coș. Cornișa este decorată cu modilioni, iar brâul intermediar dintre parter și etaj este ornamentat cu denticuli.
Zona de colț a clădirii, teșită la un unghi de 45 de grade, este evidențiată prin prezența unui balcon cu balustradă, unde se găsește monograma "DH" reprezentând inițialele lui Hübsch Dávid.

### Elemente arhitecturale notabile
O soluție pentru accesul în clădire este reprezentată de un aparat de tip templu clasicist, înconjurat de coloane de stil doric. Frontonul său este caracterizat prin forma frântă, iar deasupra portalului se observă baluștri și ornamente dublate, reflectând influențe neobaroce. Portalul în sine este finalizat într-un arc în plin cintru și este alcătuit din panouri de lemn masiv. Elementele decorative notabile includ motivele cu colibri și cupe, precum și feroneria prezentă la nivelul oberliht-ului.